# Astragalus ehdenensis
Astragalus ehdenensis es una especie de planta del género Astragalus, de la familia de las leguminosas, orden Fabales.

## Distribución
Astragalus ehdenensis se distribuye por Líbano.

## Taxonomía
Fue descrita científicamente por Mouterde. Fue publicado en Nouv. Fl. Liban & Syrie 2: 372 (1970).